# Никольское сельское поселение (Челябинская область)
Нико́льское се́льское поселе́ние — муниципальное образование в Октябрьском районе Челябинской области Российской Федерации. В рамках административно-территориального устройства муниципальное образование  соответствует административно-территориальной единице Никольский сельсовет.
Административный центр — село Большеникольское.

## История
Статус и границы сельского поселения установлены Законом Челябинской области от 15 сентября 2004 года № 269-ЗО «О статусе и границах Октябрьского муниципального района и сельских поселений в его составе»

## Население
| 2002 | 2010 | 2011 | 2012 | 2013 | 2014 | 2015 |
| ---- | ---- | ---- | ---- | ---- | ---- | ---- |
| 1393 | ↘895 | ↘893 | ↘871 | ↘837 | ↘805 | ↗806 |
| 2016 | 2017 | 2018 | 2019 | 2020 | 2021 |      |
| ↘804 | ↘788 | ↘768 | ↘735 | ↘708 | ↗918 |      |

## Состав сельского поселения
| № | Населённый пункт | Тип населённого пункта       | Население |
| - | ---------------- | ---------------------------- | --------- |
| 1 | Александровка    | деревня                      | ↘165      |
| 2 | Большеникольское | село, административный центр | ↘324      |
| 3 | Ваганово         | село                         | ↘406      |